# Сильчёнок, Павел Матвеевич
Павел Матвеевич Сильчёнок (бел. Павел Мацвеевіч Сільчонак, 11 ноября 1963, д. Красногорка Браславский район, Витебская область, Белорусская ССР, СССР) — белорусский государственный и политический деятель. Депутат Палаты представителей VII созыва. Полковник запаса Сухопутных войск Республики Беларусь.

## Биография
Павел Матвеевич Сильчёнок уроженец деревни Красногорка Браславского района Витебской области Белорусской ССР, родился 11 ноября 1963 года.
Завершил обучение и получил диплом о высшем военном образовании окончив обучение в Даугавпилсском высшем военном авиационном инженерном училище имени Яна Фабрициуса по специальности «Авиационные радиоэлектронные средства».
С 1985 по 2007 годы проходил действительную военную службу в воинских частях и соединениях Советской Армии и Вооружённых сил Республики Беларусь. Служил в 103-й гвардейской воздушно-десантной дивизии, командовании мобильных сил города Витебска. В запас уволен с должности заместителя начальника управления Сухопутных войск Республики Беларусь. Полковник.
Трудовую деятельность после выхода в запас начал в Витебском областном военном комиссариате. Работал на государственной службе. Руководил отделом организационно-кадровой работы администрации Первомайского района города Витебска. В 2015 году стал исполнять обязанности председателя Браславского районного объединения профсоюзов.
Избирался депутатом Браславского районного Совета депутатов 28 созыва.
17 ноября 2019 года на выборах в Палату представителей Национального собрания республики Беларуси от Поставского избирательного округа №29 баллотировался в депутаты Национального собрания. Победил на выборах и получил мандат депутата. С 17 ноября 2019 года продолжил представлять интересы избирателей в парламенте. Работает членом Постоянной комиссии по труду и социальным вопросам.
Женат, имеет сына и дочь.

## Награды и почетные звания
- Медаль За безупречную службу 2 степени,
- Медаль За безупречную службу 3 степени
- другие медали.